# Floris Vletter
Floris Vletter (23 maart 1949) is een Nederlands politicus van de VVD.
Tussen 1994 en 1998 was hij wethouder ruimtelijke ordening en volkshuisvesting in de toenmalige Zuid-Hollandse gemeente Rijnsburg. Vervolgens zat hij vier jaar in de gemeenteraad als fractievoorzitter van van de lokale partij Gemeente Belangen Rijnsburg (GBR) en in 2002 werd hij daar weer wethouder met dit keer in zijn portefeuille onder andere economische en agrarische zaken, sport en cultuur en onderwijs. Begin 2004 werd Vletter benoemd tot burgemeester van de Noord-Hollandse gemeente Wervershoof. Dat is hij gebleven tot 1 januari 2011, de datum waarop deze gemeente fuseerde met de gemeenten Andijk en Medemblik. Vanaf 24 september 2012 was Vletter waarnemend burgemeester van de gemeente Schermer. Op 1 januari 2015 ging die gemeente samen met Graft-De Rijp op in de nieuwe gemeente Alkmaar.